# Upsherin
Upsherin (en hebreo: חלאקה) (transliterado: jálake) (en yidis: אפשערן) (transliterado: Upsherin) es una ceremonia de origen cabalístico que consiste en cortar el pelo de un niño judío por primera vez a los 3 años. 

## Significado
En la Biblia, la vida humana es comparada a veces al crecimiento de los árboles. Según Levítico 19:23, está prohibido comer la fruta de un árbol por los primeros 3 años. Por esto se acostumbra no cortar el pelo de un niño por los primeros 3 años, comparándolo simbólicamente con un árbol, con la esperanza que al igual que un árbol crece alto y fuerte y da frutos, el niño crezca en sabiduría y buenas acciones y llegue a tener su propia familia.

## Costumbres
Los judíos jasídicos comúnmente llevan a cabo la ceremonia del Upsherin al cumplir el niño 3 años. A veces el pelo que se corta se pesa y se da la cantidad equivalente como caridad. Si el pelo es lo suficientemente largo se dona a alguna organización que haga pelucas para pacientes que sufren de cáncer. Otras costumbres son que cada persona que atiende la ceremonia le corta un mechón de pelo al niño y le da una moneda para caridad. A veces el niño canta una canción en hebreo basada en el versículo bíblico Tora Tziva Lanu Moshe («Moisés nos dio la Torá», la herencia de la comunidad de Jacob, Deuteronomio, 33:4) En Israel es común que el Upsherin o la Jalaká se lleve a cabo durante la festividad de Lag Baomer, en el aniversario de la defunción del Rabino Shimon bar Yojai, frente a su tumba en Merón, una población de la región de Galilea. La ceremonia se lleva a cabo con una banda musical. En Israel se ha popularizado la costumbre entre muchos grupos de judíos ortodoxos.

## Origen
Es posible que el origen de la costumbre se remonte al siglo XVII. El rabino Jaim Vital escribe que Isaac Luria cortó el pelo de su hijo en Lag Baomer siguiendo la costumbre. Originalmente se habían llevado a cabo peregrinaciones a la tumba del profeta Samuel con celebraciones que incluían cortes de pelo y fogatas, posiblemente adoptando una costumbre islámica. Cuando se les prohibió hacerlo en ese lugar, siguieron la costumbre en Merón. Algunos rabinos han criticado la costumbre.